# Kryoprezervace

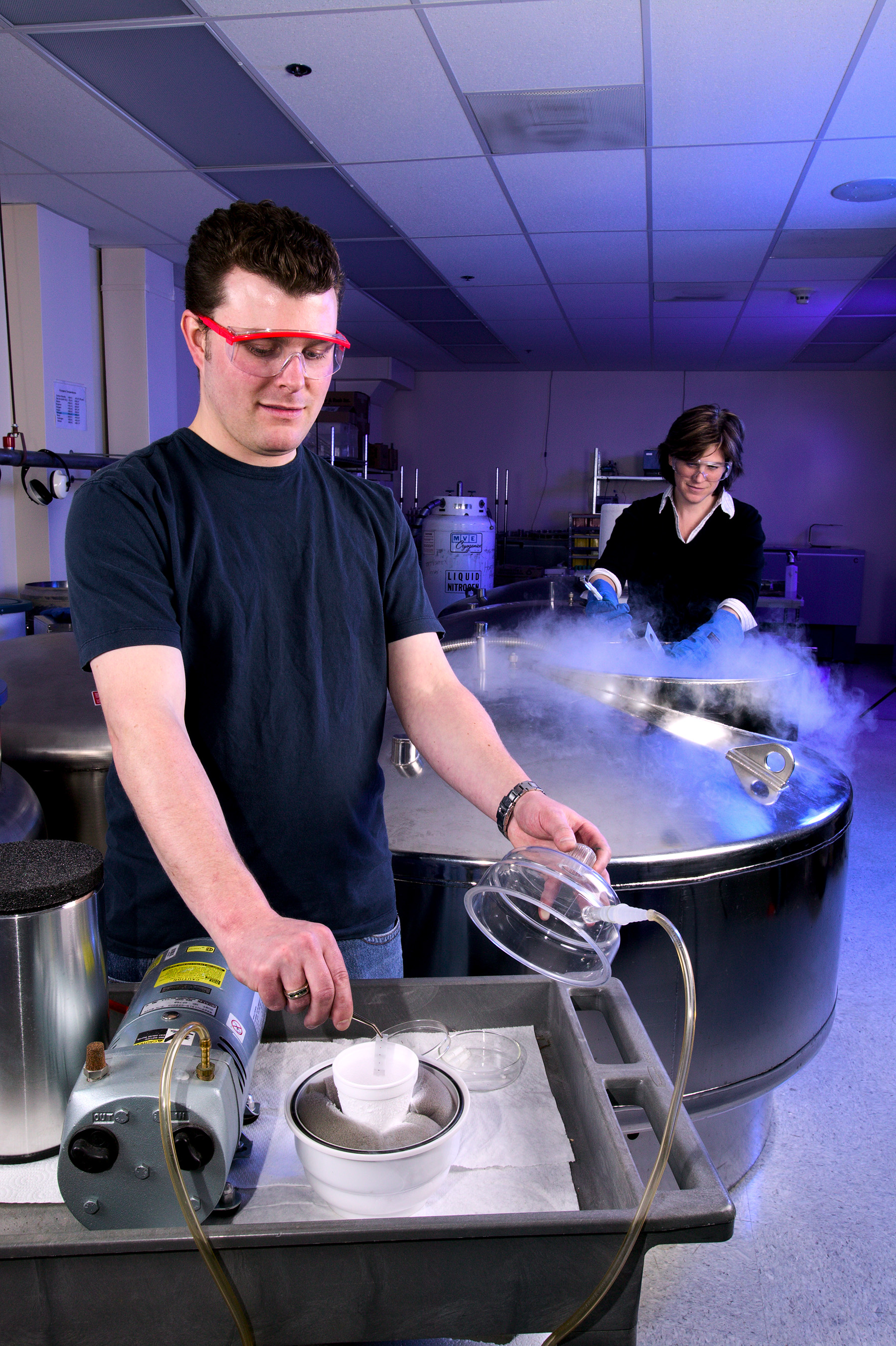
Kryoprezervační nádoby

Kryoprezervace je metoda zachování genových zdrojů rostlin a živočichů využívající ke zmrazování tekutého dusíku. Nejčastěji se zmrazují spermie a vajíčka živočichů, ale také meristémy, vzrostné vrcholy a embrya rostlin. Kryoprezervace se provádí ve specializovaných laboratořích ústavů, škol a v genových bankách. Jako kryoprotektory proti narušení buněk se používají glycerol či dimethylsulfoxid bránící vzniku krystalů ledu v buňce. Postupné ochlazování znamená, že vzorky jsou uloženy nejčastěji v peletách či pejetách a v řízených podmínkách ochlazovány na -35 až -45 °C po 0,5 až 1 °C za minutu. Poté jsou převedeny do tekutého dusíku.
Stejně pozvolna dochází k rozmrazování, nejčastěji ve vodní lázni o teplotě 40 °C.[zdroj?] Po rozmrazení je třeba odstranit kryoprezervanty a ověřit viabilitu.